# Banisteriopsis padifolia
Banisteriopsis padifolia là một loài thực vật có hoa trong họ Malpighiaceae. Loài này được (Poepp. ex Nied.) B.Gates mô tả khoa học đầu tiên năm 1982.